# Schneckenbusch
Schneckenbusch (fràncic lorenès Schneggebesch) és un municipi francès situat al departament del Mosel·la i a la regió del Gran Est. L'any 2007 tenia 297 habitants.

## Demografia

### Població
El 2007 la població de fet de Schneckenbusch era de 297 persones. Hi havia 110 famílies, de les quals 20 eren unipersonals (4 homes vivint sols i 16 dones vivint soles), 41 parelles sense fills, 37 parelles amb fills i 12 famílies monoparentals amb fills.
La població ha evolucionat segons el següent gràfic:
Habitants censats

### Habitatges
El 2007 hi havia 121 habitatges, 114 eren l'habitatge principal de la família, 2 eren segones residències i 5 estaven desocupats. 118 eren cases i 2 eren apartaments. Dels 114 habitatges principals, 102 estaven ocupats pels seus propietaris, 7 estaven llogats i ocupats pels llogaters i 4 estaven cedits a títol gratuït; 6 tenien tres cambres, 14 en tenien quatre i 93 en tenien cinc o més. 99 habitatges disposaven pel capbaix d'una plaça de pàrquing. A 41 habitatges hi havia un automòbil i a 59 n'hi havia dos o més.

### Piràmide de població
La piràmide de població per edats i sexe el 2009 era:
| Homes | Edats   | Dones |
| ----- | ------- | ----- |
| 0     | 95 o +  | 0     |
| 0     | 90 a 94 | 0     |
| 0     | 85 a 89 | 0     |
| 4     | 80 a 84 | 4     |
| 0     | 75 a 79 | 20    |
| 8     | 70 a 74 | 16    |
| 8     | 65 a 69 | 0     |
| 0     | 60 a 64 | 4     |
| 4     | 55 a 59 | 4     |
| 8     | 50 a 54 | 12    |
| 12    | 45 a 49 | 4     |
| 12    | 40 a 44 | 8     |
| 24    | 35 a 39 | 20    |
| 8     | 30 a 34 | 8     |
| 0     | 25 a 29 | 8     |
| 4     | 20 a 24 | 12    |
| 4     | 15 a 19 | 12    |
| 8     | 10 a 14 | 16    |
| 8     | 5 a 9   | 4     |
| 8     | 0 a 4   | 8     |

## Economia
El 2007 la població en edat de treballar era de 195 persones, 142 eren actives i 53 eren inactives. De les 142 persones actives 137 estaven ocupades (75 homes i 62 dones) i 5 estaven aturades (2 homes i 3 dones). De les 53 persones inactives 15 estaven jubilades, 19 estaven estudiant i 19 estaven classificades com a «altres inactius».

### Ingressos
El 2009 a Schneckenbusch hi havia 116 unitats fiscals que integraven 314 persones, la mediana anual d'ingressos fiscals per persona era de 18.010 €.

### Activitats econòmiques
Dels 6 establiments que hi havia el 2007, 2 eren d'empreses de construcció, 1 d'una empresa financera, 1 d'una empresa de serveis i 2 d'entitats de l'administració pública.
L'únic servei als particulars que hi havia el 2009 era un electricista.
L'any 2000 a Schneckenbusch hi havia 7 explotacions agrícoles.

## Equipaments sanitaris i escolars
El 2009 hi havia una escola elemental integrada dins d'un grup escolar amb les comunes properes formant una escola dispersa.

## Poblacions més properes
El següent diagrama mostra les poblacions més properes.